# Quasibolivinella
Quasibolivinella es un género de foraminífero bentónico de la familia Bolivinellidae, de la superfamilia Loxostomatoidea, del suborden Buliminina y del orden Buliminida. Su especie tipo es Quasibolivinella taylori. Su rango cronoestratigráfico abarca desde el Bartoniense (Eoceno medio) hasta el Tortoniense (Mioceno superior).

## Discusión
Clasificaciones previas incluían Quasibolivinella en el suborden Rotaliina del orden Rotaliida. Clasificaciones más modernas lo incluyen en la  uperfamilia Cassidulinoidea.

## Clasificación
Quasibolivinella incluye a las siguientes especies:
- Quasibolivinella bermudezi
- Quasibolivinella finlayi
- Quasibolivinella taylori